# Star of the West

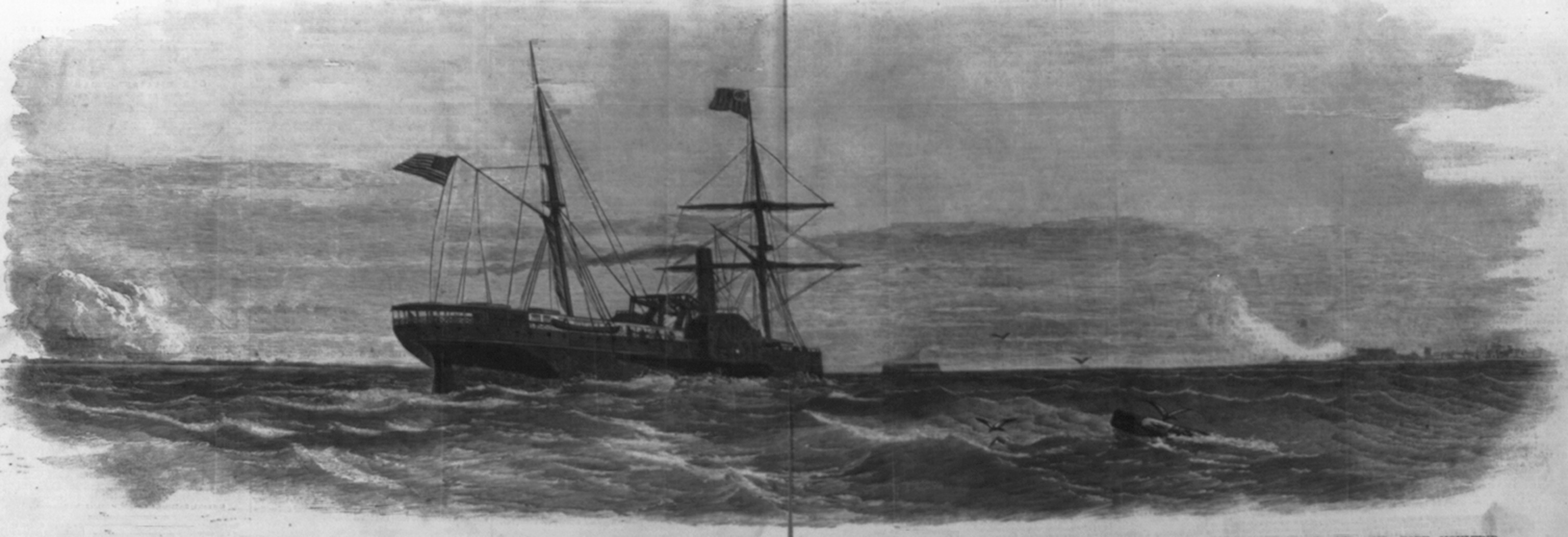
Die Star of the West bei der Anfahrt auf Fort Sumter, 1861

Die Star of the West war ein US-amerikanisches ziviles Dampfschiff, das 1852 vom Stapel lief und 1863 von konföderierten Truppen während der Verteidigung Vicksburgs im Sezessionskrieg auf Grund gesetzt wurde. Im Januar 1861 war es von der US-Regierung gechartert worden, um militärische Versorgungsgüter und Verstärkungen nach Fort Sumter zu transportieren. Eine Küstenbatterie auf Morris Island, bemannt von Kadetten der Militärakademie von South Carolina (heute The Citadel) hatte dabei auf das Schiff das Feuer eröffnet, was praktisch die erste Schüsse im Amerikanischen Bürgerkrieg waren.
Das Schiff wurde später von den Konföderierten gekapert und anschließend unter anderem als Hospitalschiff und Blockadebrecher genutzt, bis es 1863 bei Vicksburg versenkt wurde.

## Bau und Vorkriegsgeschichte
Die Star of the West war ein Segeldampfer von 1172 tons, der von Jeremiah Simonson aus New York City für Cornelius Vanderbilt gebaut wurde und am 17. Juni 1852 vom Stapel lief. Sie war knapp 70 Meter lang und maß 10 Meter an der breitesten Stelle. Sie wurde von zwei hölzernen Schaufelrädern auf jeder Seite des Rumpfes angetrieben und hatte zwei Masten. Sie bediente ab dem 20. Oktober 1852 die Linie zwischen New York und San Juan de Nicaragua und blieb bis März 1856 hier eingesetzt. Ab Juni 1857 fuhr sie im Dienste der U.S. Mail Steamship Company von New York nach Aspinwall und bediente ab September 1859 die Linien zwischen New York, Havanna und New Orleans. Im Januar 1861 wurde sie vom US-Kriegsministerium gechartert.

## Im Bürgerkrieg

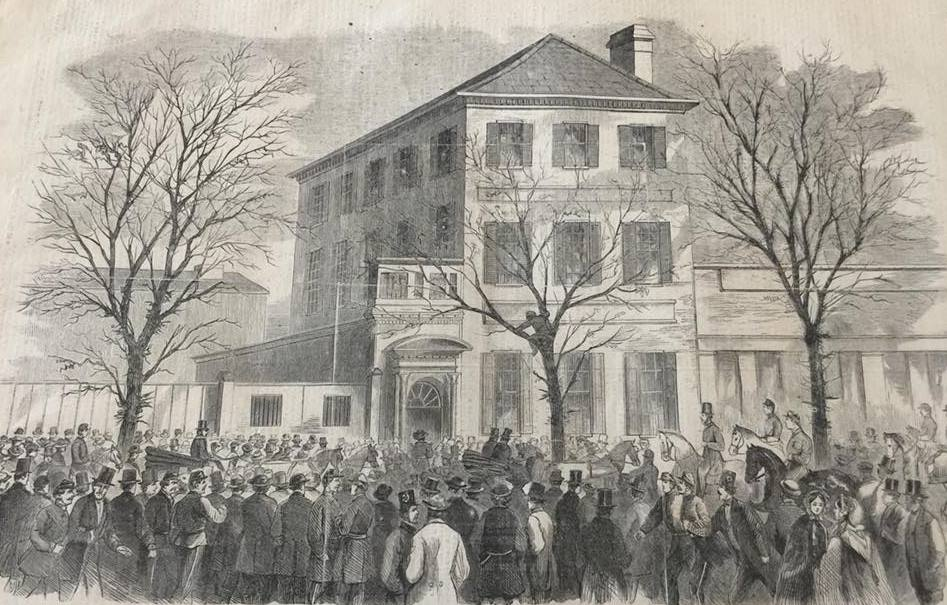
Die Nachricht von dem Zwischenfall mit der Star of the West wurde von Gouverneur Francis Wilkinson Pickens in seinem temporären Amtssitz in 107 Meeting Street empfangen.

Am 9. Januar 1861, mehrere Wochen nach der Sezessionserklärung South Carolinas aber vor der Sezession eines anderen der Südstaaten, kam die Star of the West im Charleston Harbor an, um die von Robert Anderson befehligte Garnison in Fort Sumter zu verstärken. Die Kadetten der South Carolina Military Academy feuerten mehrere Schüsse ab und erzielten drei Treffer. Obwohl das Schiff keine schweren Schäden davontrug, hielt es ihr Kapitän John McGowan für zu gefährlich weiterzufahren und ließ wenden, um aus dem Hafen zu kommen. Die Mission wurde abgebrochen und die Star of the West kehrte zu ihrem Heimathafen New York zurück.
Das Schiff wurde später als Truppentransporter unter Elisha Howes in Dienst gestellt, wofür 1000 Dollar pro Tag gezahlt wurden. Es setzte Kurs auf die Küste von Texas, um dort sieben Kompanien von Unionstruppen abzuholen, die sich in Indianola gesammelt hatten. Am 18. April 1861, während es vor der Matagorda Bay vor Anker lag, wurde es von Milizeinheiten aus Galveston unter Oberst Earl Van Dorn gekapert. Zwei Tage später fuhr das Schiff in den Hafen von New Orleans ein, wo der Gouverneur von Louisiana, Thomas Overton Moore, seinen Namen in „CSS St. Philip“ änderte. Der ursprüngliche Name setzte sich aber durch und die Star of the West diente als Stations- und Hospitalschiff bis zur Einnahme von New Orleans durch Admiral David Farragut.
Weiterhin unter konföderierter Kontrolle, entkam die Star of the West ihrer Rückeroberung, als sie entsandt wurde, um Gold, Silver und Papierwährung im Werte mehrerer Millionen Dollar zu transportieren. Nach Ablieferung ihrer Ladung in Vicksburg, fuhr sie weiter nach Yazoo City. Als der Lieutenant Commander der Unionsmarine Watson Smith versuchte, zwei Panzerschiffe und fünf kleinere Schiffe durch den Yazoo Pass in den Tallahatchie River zu führen, um Vicksburg aus dem Rücken anzugreifen, erbauten die konföderierten Verteidiger eilig das Fort Pemberton, und Generalmajor William W. Loring ordnete an, die Star of the West quer zur Flussrichtung im Tallahatchie bei Greenwood auf Grund zu setzen, um die Unionsflottille so zu blockieren. In einem Gefecht am 12. April 1863 erlitten die Unionskräfte schwere Verluste und waren gezwungen, sich zurückzuziehen.
Nach dem Kriegsende erhielten die Eigentümer der Star of the West $175.000 Kompensation von der US-Regierung für den Verlust des Schiffes.

## Rezeption
Die Star of the West Medal wird jährlich an den „bestgedrillten“ Kadetten der Citadel verliehen. Im Juni 1893 führte der Superintendent der Akademie, Oberst Asbury Coward, sein Kadettenkorps für das jährliche Übungs- und Abschlusscamp nach Aiken. Der konföderierte Veteran Benjamin H. Teague schlug vor, der Citadel eine Gedenkmedaille für den Gewinner des Wettkampfes um den Best Drilled Cadet zu stiften.  Er besaß unter vielen anderen Kuriositäten ein Stück Holz, das von der Star of the West übriggeblieben war, und sägte ein kleines Stück ab, das er zu einem Stern zurechtfeilte, und montierte diesen auf eine Goldmedaille. Der Empfänger der Auszeichnung würde die Medaille für ein Jahr tragen und sie dann an den nächsten Empfänger weitergeben. Die Namen der Gewinner sind auf dem Star of the West Monument auf dem Geländes des Colleges eingraviert. Die originale Medaille existiert heute jedoch nicht mehr.
In der Populärkultur wurde der Zwischenfall von 1861 von John Updike in seinem Roman Memories of the Ford Administration von 1992 aufgegriffen. Obwohl der Protagonist in dem Buch versucht, über die mittleren 1970er Jahre zu schreiben, gleiten seine Gedanken ständig in die Zeit des 19. Jahrhunderts ab, wobei eines der vielen genannten Ereignisse die Mission des Schiffes nach Fort Sumter ist.